# Оппах
Оппах (нім. Oppach) або Вопака (в.-луж. Wopaka) — громада в Німеччині, розташована в землі Саксонія. Входить до складу району Герліц. Складова частина об'єднання громад Оппах-Баєрсдорф.
Площа — 8,01 км2. Населення становить 2318 ос. (станом на 31 грудня 2020).

## Галерея

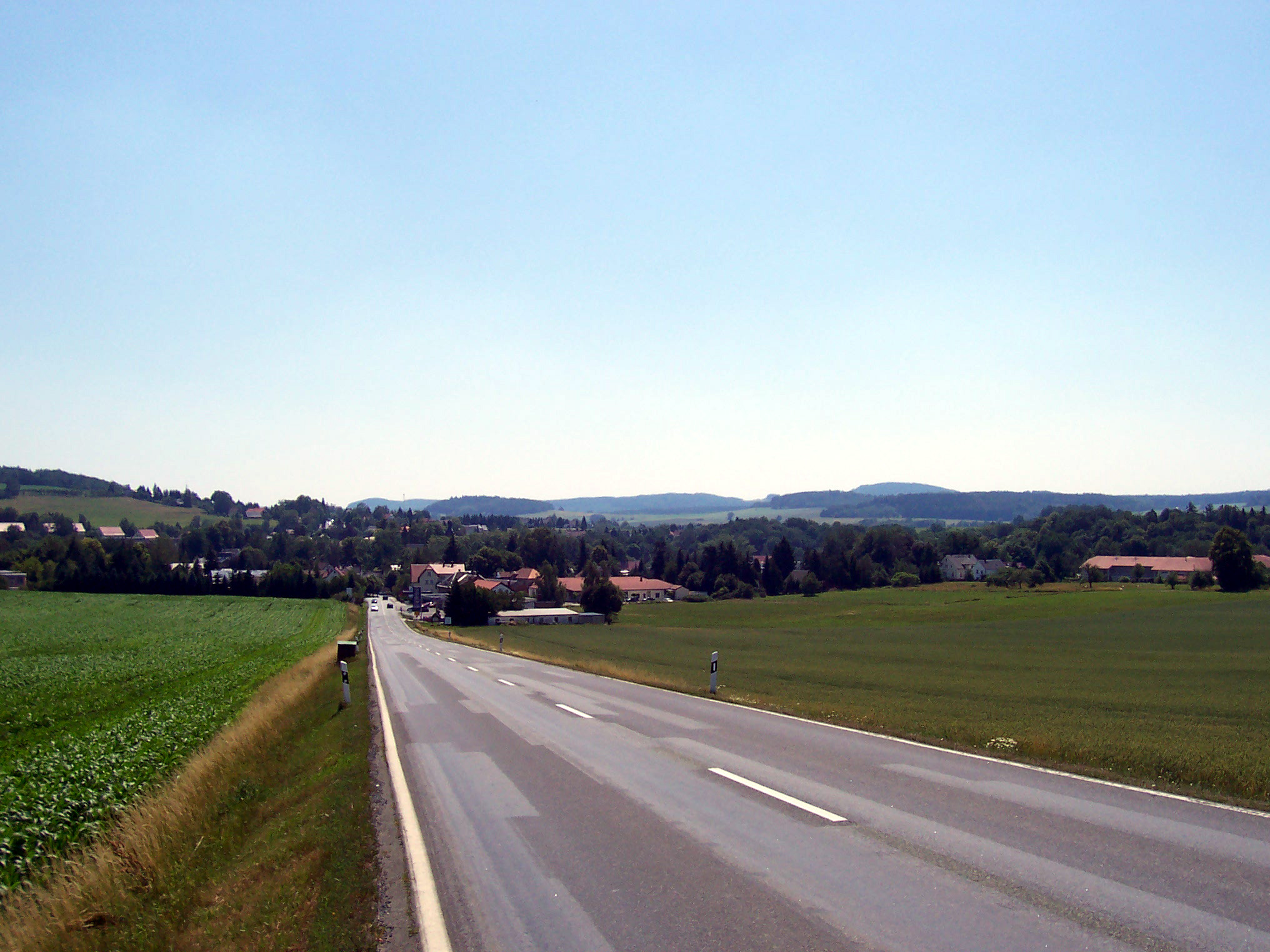
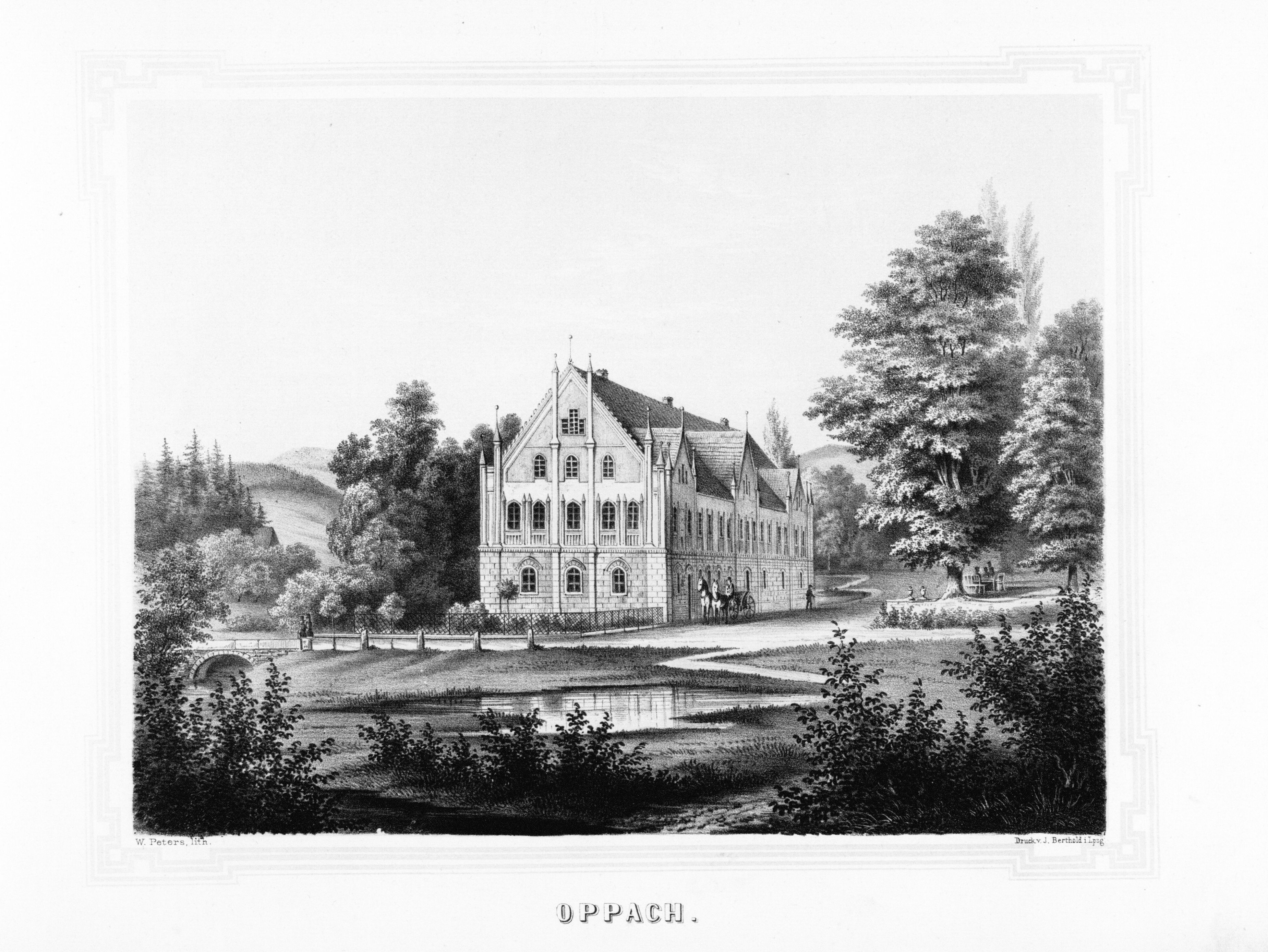
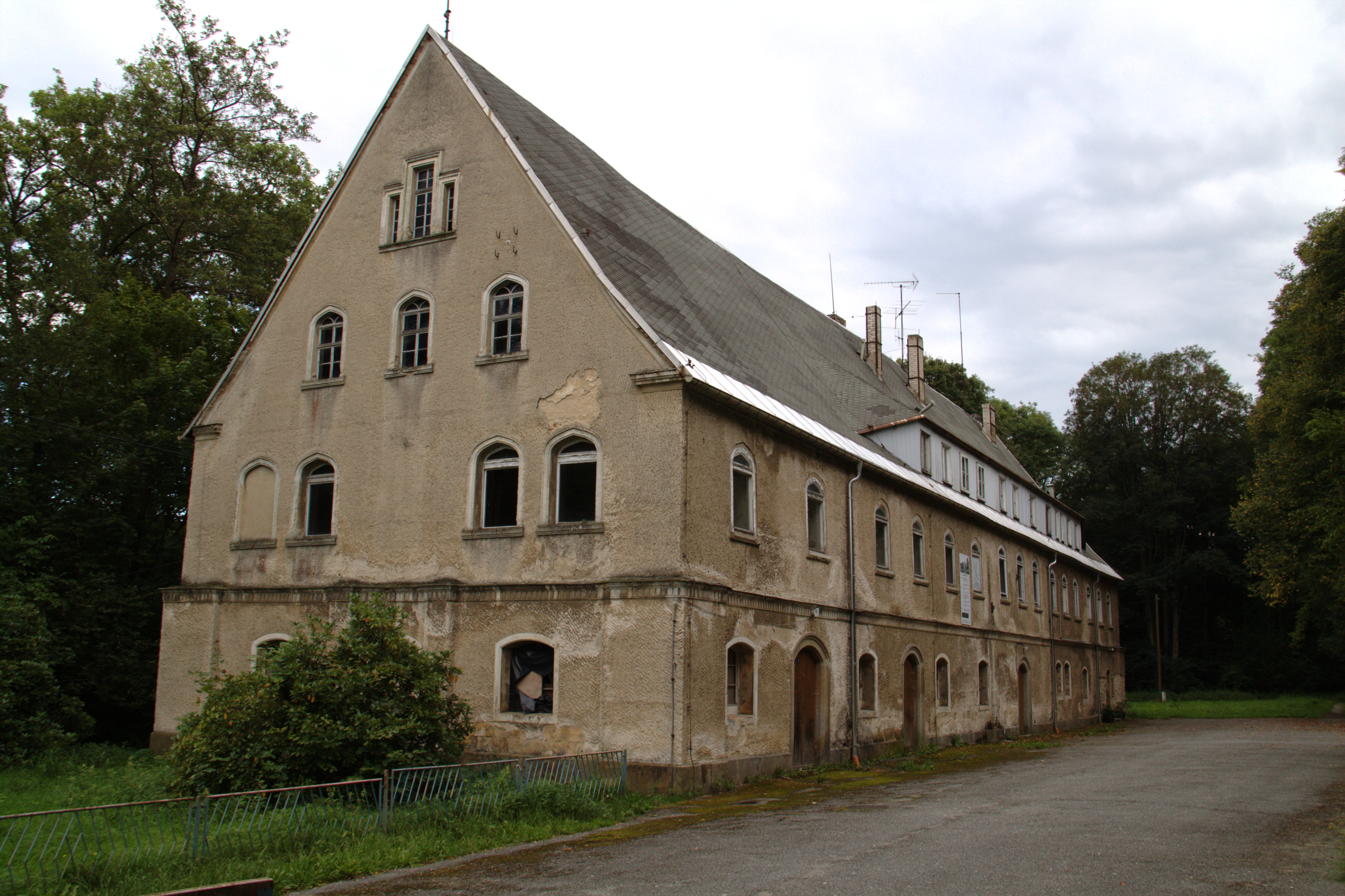
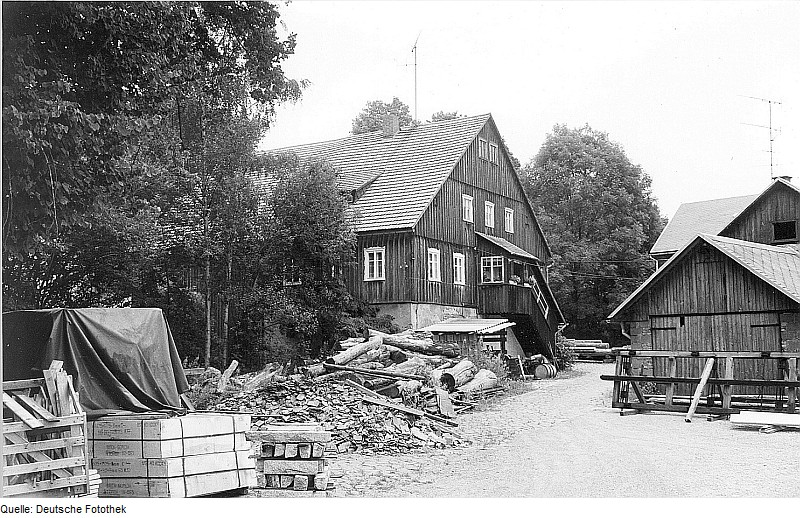